# Scorpio propinquus
Espèce
Synonymes
- Heterometrus propinquus Simon, 1872
- Scorpio maurus propinquus (Simon, 1872)

Scorpio propinquus est une espèce de scorpions de la famille des Scorpionidae.

## Distribution
Cette espèce est endémique de Syrie. Elle se rencontre vers Damas.

## Description
La femelle syntype mesure 52 mm.

## Systématique et taxinomie
Cette espèce a été décrite sous le protonyme Heterometrus propinquus par Simon en 1872. Elle est considérée comme une sous-espèce de Scorpio maurus par Birula en 1910. Elle est élevée au rang d'espèce par Talal et al. en 2015.

## Publication originale
- Simon, 1872 : « Arachnides de Syrie, Rapportés par M. Charles Piochard de la Brulerie (Scorpions et Galéodes). » Annales de la Société Entomologique de France, sér. 5, vol. 2, p. 245–266 (texte intégral).